# Polystratos
Polystratos (mort vers 219-218 av. J.-C.) est un philosophe de la Grèce antique, scholarque de l’école épicurienne, successeur d'Hermarque de Mytilène et disciple d'Épicure. On a retrouvé des fragments de deux de ses ouvrages à Herculanum : l'un a pour sujet Du mépris irraisonné et l'autre De la Philosophie,.

## Philosophie
Il sut modérer le dogmatisme parfois intransigeant des Épicuriens et des Stoïciens.
Polystrate l’épicurien succéda à Hermarque vers 250. Du Mépris déraisonnable des opinions populaires, - sorte de protreptique – nous fait saisir les courants d’idées qui agitaient les esprits vers le milieu du IIIe siècle. On saisit là tout un courant de pensée très distinct du stoïcisme et de l’épicurisme, d’accord avec le stoïcisme pour employer la dialectique, et avec l’épicurisme pour nier les croyances stoïciennes, mais radicalement hostile au dogmatisme de l’un et de l’autre. Le trait le plus général est l’hostilité à une conception d’ensemble du monde sur laquelle s’appuie la vie morale ; sorte d’humanisme qui ramène constamment la pensée des choses extérieures qui nous  sont inaccessibles sur les conditions humaines de l’activité intellectuelle et morale. (Source : Émile Bréhier, Histoire de la philosophie)